# غوس سيزر
غوس سيزر (بالإنجليزية: Gus Caesar)‏ هو لاعب كرة قدم بريطاني، ولد في 5 مارس 1966 في توتنهام في المملكة المتحدة. شارك مع منتخب إنجلترا تحت 21 سنة لكرة القدم. أما مع النوادي، فقد لعب مع كامبريدج يونايتد وكولتشستر يونايتد وكوينز بارك رينجرز ونادي أرسنال ونادي بارتيك ثيسل ونادي بريستول سيتي ونادي سون هي ونادي كيتشي.

## وصلات خارجية
- غوس سيزر على موقع قاعدة بيانات كرة القدم.إي يو (الإنجليزية)
- غوس سيزر على موقع Soccerbase.com (لاعب) (الإنجليزية)